# Eriocrania semipurpurella
Eriocrania semipurpurella — вид беззубых молей. Eriocrania sangii имеет сходство с Eriocrania semipurpurella. Размах крыльев 10—16 мм. Встречается с марта по апрель. Гусеницы питаются листвой берёзы (Betula).